# René Prédal
René Prédal est un universitaire, essayiste, critique cinématographique, théoricien et historien du cinéma français né le 11 octobre 1941 à Nice.

## Biographie
Chargé du cours Littérature et cinéma à l'université de Nice au début des années 1970, il est considéré comme l'un des pionniers des études cinématographiques en France. Il a collaboré aux revues Jeune Cinéma, Cinéma, La Revue du cinéma, Horizons du fantastique, Ciné Nice, Études cinématographiques et à l'Encyclopædia Universalis. Il a publié une quarantaine d'ouvrages (dont plusieurs traduits à l'étranger). 
Il a dirigé plus de vingt volumes de la collection CinémAction tout en enseignant en qualité de professeur  d'études cinématographiques à l'université de Caen.

## Publications
- Jeune cinéma canadien, Lyon, Serdoc, 1967
- Rudolph Valentino, Rex Ingram, Pier Paolo Pasolini, Roberto Rossellini, Terence Fisher, Avant Scène Cinéma, coll. Cinéma d'aujourd'hui, 1969
- Le Cinéma fantastique, Seghers, 1970
- La Société française à travers le cinéma, Armand Colin, 1972
- Midi minuit fantastique, étude analytique et sémiologique, Ed; XXe siècle, 1977
- Le Cinéma, Nathan, 1980
- 80 ans de cinéma, Nice et le 7e art, Serre, 1980
- Le Cinéma français contemporain, Le Cerf, 1984

- Prix littéraire 1986 de l’Académie française
- La Photo de cinéma, Le Cerf, 1985
- Le Cinéma de Costa-Gavras, Le Cerf, 1985
- Jean-Pierre Mocky, Lherminier/Quatre-Vents, 1988
- Critique des spectacles, CFPJ Editions, 1988
- 900 cinéastes français d'aujourd'hui (direction), Le Cerf, 1988
- Louis Malle, Edilig, 1989
- Michelangelo Antonioni, ou la vigilance du désir, Le Cerf, 1991
- Robert Bresson, l'aventure intérieure, L'Avant-scène, 1992
- Histoire du cinéma, Corlet, 1991, réédition 2012
- Jean-Claude Carrière scénariste, Le Cerf, 1994
- Les Médias et la Communication audiovisuelle, Organisation Editions, 1995
- L'Itinéraire d'Alain Resnais, Minard 1996
- 50 ans de cinéma français, Nathan, 1996
- Le Cinéma en Normandie, Corlet, 1998
- Manoel de Oliveira, le texte et l'image L'Avant-scène, 1999
- Le Cinéma d'auteur, une vieille lune ?, Le Cerf, 2001
- Brûler les planches, crever l'écran, éditions l'Entretemps, 2001 (textes réunis avec Gérard-Denis Farcy)
- Sans toit ni loi, Agnès Varda, L'Atalante, 2003
- Jacques Doillon, trafic et topologie des sentiments, Le Cerf, 2003
- La Critique de cinéma, Armand Colin, 2004
- Un cinéma spiritualiste ?, Le Cerf, 2004
- Le Jeune Cinéma Français, Armand Colin, 2005
- Robbe-Grillet cinéaste, Presses universitaires de Caen, 2005
- Le Cinéma à Nice, histoire de la Victorine en 50 films, Productions de Monte-Carlo, 2006
- Esthétique de la mise en scène, Le Cerf, 2007
- Le Cinéma au miroir du cinéma, Corlet, 2007
- Cinéma sous influence, L'Harmattan, 2007
- Le Cinéma français depuis 2000, Armand Colin, 2008
- Le Cinéma à l'heure des petites caméras, Klincksieck, 2008
- Le Cinéma et la crise de 29, Cerf/Corlet, 2010
- Histoire du cinéma français. Des origines à nos jours, Nouveau Monde Éditions, 2013
- Quand le cinéma s'invite sur scène, Le Cerf, 2014
- L'étrange destin du Docteur Voronoff. En quête d'une jeunesse éternelle ?, L'Harmattan, 2017